# New Zealand Offshore Islands
New Zealand Offshore Islands, manchmal auch als New Zealand Outlying Islands bezeichnet, ist eine Sammelbezeichnung für sieben Inselgruppen, die außerhalb der beiden Hauptinseln Neuseelands und Stewart Island liegen, jedoch kein abhängiges Gebiet wie Tokelau und auch kein selbstverwaltetes Territorium in „freier Assoziierung mit Neuseeland“ wie Niue oder die Cook Islands darstellen.

Lage der New Zealand Offshore Islands

Folgende Inselgruppen bzw. Inseln, von Nord nach Süd gelistet, zählen zu den New Zealand Offshore Islands:
| Inselgruppe (in Maorischer Sprache) | Fläche (km²) | Höchste Erhebung (m)      | Geographische Lage der Hauptinsel |
| ----------------------------------- | ------------ | ------------------------- | --------------------------------- |
| nördlich der Nordinsel              |              |                           |                                   |
| Kermadecinseln                      | 34,00        | Moumoukai Peak (516)      | 29° 16′ S, 177° 55′ W             |
| Three Kings Islands                 | 4,86         | (Great Island) (295)      | 34° 9′ S, 172° 8′ O               |
| östlich/südlich der Südinsel        |              |                           |                                   |
| Solander Islands (Hautere)          | 1,08         | (Solander Island) (330)   | 46° 34′ S, 166° 53′ O             |
| „New Zealand sub-antarctic islands“ |              |                           |                                   |
| Bountyinseln (Moutere Hauriri)      | 1,35         | (Funnel Island) (88)      | 47° 46′ S, 179° 2′ O              |
| Snaresinseln (Tini Heke)            | 3,28         | (North East Island) (152) | 48° 1′ S, 166° 32′ O              |
| Antipodeninseln (Moutere Mahue)     | 22,00        | Mount Galloway (366)      | 49° 41′ S, 178° 48′ O             |
| Aucklandinseln (Motu Maha)          | 568,16       | Mount Dick (705)          | 50° 42′ S, 166° 5′ O              |
| Campbell-Inseln (Moutere Ihupuku)   | 113,30       | Mount Honey (558)         | 52° 32′ S, 169° 9′ O              |
| Offshore Islands                    | ca. 748,00   | Mount Dick (705)          |                                   |

Permanent bewohnt sind nur die Chatham Islands, die aber eine eigene Region bilden und nicht zu den „Offshore Islands“ gehören. Eine bemannte meteorologische Station gibt es auf zu den Kermadec Islands gehörenden Raoul Island und eine seit 1995 unbemannte meteorologische Station existiert auf Campbell Island. Die fünf südlichsten Inselgruppen wurden im Dezember 1998 zum UNESCO-Weltnaturerbe „New Zealand Sub-Antarctic Islands“ zusammengefasst und dürfen nicht oder nur unter Auflagen betreten werden.